# Гедда Гоппер
Ельда Фуррі (англ. Elda Furry; нар. 2 травня 1885 — пом. 1 лютого 1966), після шлюбу Гедда Гоппер (англ. Hedda Hopper) — американська акторка, колумністка, радіоведуча та автобіографістка. Почала вести колонку Hedda Hopper's Hollywood для Лос-Анджелес Таймс в 1938 році, і на піку кар'єри в 1940-х за колонкою стежила майже 35-мільйонна авдиторія. Відома політичним консерватизмом, під час епохи Маккарті Гоппер публікувала імена ймовірних прихильників комуністичних ідей у США.

## Життєпис
Ельда Фуррі народилася 2 травня 1885 в місті Голлідейсберґ у штаті Пенсільванія в родині німецьких анабаптистів. Коли їй виповнилося 3 роки, її сім'я, де крім неї було ще семеро дітей, переїхала в сусіднє місто Алтуна, де батько володів м'ясним магазином.
Подорослішавши, Фуррі покинула дім і перебралася в Нью-Йорк, де працювала хористкою на Бродвеї. Робота, проте, не принесла успіху, як і подальші пошуки себе на Бродвеї. Так, Флоренз Зігфелд назвав її «незграбною коровою» і відмовив у її проханнях отримати роль в його популярному шоу. Після кількох років поневірянь Фуррі потрапила в трупу театральної компанії Девольфа Гоппера, з якою згодом багато гастролювала США як хористка й дублерка. Зрозумівши, що її професії не допоможуть зажити слави, Фуррі перейшла до роботи в основному акторському складі трупи. Незабаром вона отримала одну з головних ролей у п'єсі «Сільський хлопчик», з якою успішно виступала наступні кілька місяців у багатьох штатах.
Подальшому кар'єрному зростанню в театральній трупі посприяв початок стосунків з її директором ДеВольфом Гоппером, з яким вона в 1913 році вона одружилася. Попередніх чотирьох дружин Гоппера звали Елла, Іда, Една та Неллі, що було співзвучно з ім'ям Ельди, і після консультації з нумерологом Ельда змінила ім'я на Гедда. У 1915 році народила сина Вільяма Гоппера, що також став актором.
Гедда Гоппер займалася улюбленою справою оглядачки світської хроніки аж до своєї смерті від двосторонньої пневмонії 1 лютого 1966 року в віці 80 років. Похована в містечку Алтуна в штаті Пенсільванія, де провела дитинство.

## Кар'єра

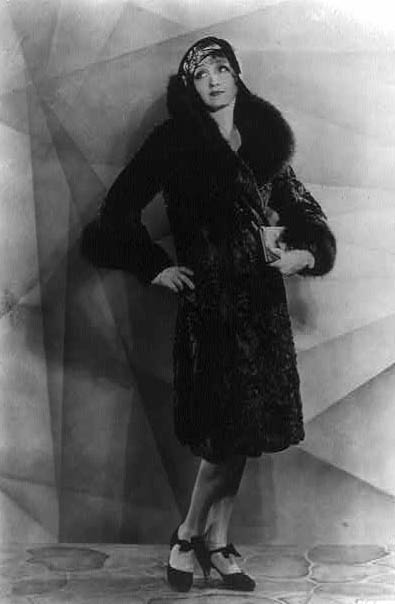
Гедда Гоппер в 1929 році

У 1916 році Гоппер дебютувала в кіно у німому фільмі «Битва сердець». У наступні 12 років вона з'явилася у понад 120 фільмах, втілюючи переважно світських дам.
Після того, як в середині 1930-х кінокар'єра пішла на спад, розлучена Гоппер шукає нові джерела доходу. В 1937 році їй запропонували почати кар'єру журналістки світської хроніки і займатися справою, яку вона завжди виконувала вміло — збирати плітки. Її колонка під назвою «Голлівуд Гедден Гоппер» у газеті «Los Angeles Times» вперше вийшла в світ 14 лютого 1938 року. Нова професія принесла Гоппер великий успіх й популярність.
Прихід Гоппер у світ голлівудських пліток став початком її багаторічної ворожнечі з іншою однією оглядачкою світського життя Луеллою Парсонс, що носила до 1938 року незаперечний титул «Королеви Голлівуду». У 1920-ті вони були подругами, і Гоппер часто постачала Парсонс, тоді працювавши в Нью-Йорку, різними плітками з життя голлівудських зірок. Їхнє взаємне протистояння, наповнене саркастичними висловлюваннями, тривало до смерті Гоппер.
З'являючись на публіці, Гедда Гоппер щоразу привертала до увагу різними капелюшками. Її любов до капелюхів відображена у фільмі 1946 року «Голлівудський сніданок», де прозвучала пісня «Капелюшок для Гедден Гоппер» (англ. «A Hat for Hedda Hopper»).

### Радіо, телебачення, кіно
У 1939 році у Гоппер з'явилося власне шоу на радіо, яке, змінивши кілька радіостанцій, з успіхом існувало до 1947 року. Пізніше вона вела шоу на телебаченні, на каналі CBS. У той же час Гедда Гоппер періодично з'являлася на екранах в якості акторки. Грала у фільмах «Жінки» (1939), «Пожнеш бурю» (1942), а також камео в знаменитому нуарі Біллі Вайлдера «Бульвар Сансет», де висвітлювала вбивство в будинку Норми Десмонд.
Гедда Гопер написала дві автобіографії: «З-під капелюха» в 1952 році, і «Вся правда і нічого крім» в 1962 році.

## Критика
Гедду Гоппер часто критикували за агресивні нападки на кінозірок, особливо в епоху маккартизму. У 1940-х її гонінням піддався Чарлі Чаплін за ліві політичні погляди, що багато в чому вплинуло на його вимушену еміграцію до Швейцарії. У своїй колонці Гоппер також неодноразово намагалася викрити геїв у Голлівуді: вона писала про любовні зв'язки Кері Ґранта та Рендольфа Скотта, проте Грант в той час був настільки популярний, що штамп гея до нього так і не приклеївся, а також про зв'язок Стюарта Грейнджера і Майкла Уайлдінга, за що останній подав на Гоппер позов за наклеп і виграв справу. Гоппер також критикувала акторку Сейзу Піттс, називаючи її схожою на тхора.
Подібні плітки часом переходили межі, і багато зірок жорстко на них відповідали. Після публікації пліток про відносини Кетрін Гепберн та Спенсера Трейсі останній ударив Гоппер при зустрічі в одному з клубів Лос-Анджелеса. Після того, як Гоппер надрукувала в своїй колонці про позашлюбний зв'язок Джозефа Коттена та Діни Дурбін, Коттен підкараулив журналістку на одному з соціальних заходів і витягнув з-під неї стілець, на який вона мала сісти. Джоан Фонтейн послала Гоппер в подарунок на День святого Валентина скунса з запискою «Я смерджу як ти».

## В культурі
Внесок Гедди Гоппер у кіноіндустрію відзначений зіркою на Голлівудській алеї слави.
У 1985 році був знятий телефільм «Підступи в країні чудес», що оповідає про непрості взаємини Гедди Гоппер та Луелли Парсонс. Джейн Александер за втілення Гоппер номінована на премію «Еммі». Персонажка Гоппер також з'являється в телефільмі «Ліз: Історія Елізабет Тейлор» (1995) у виконанні Кетрін Гелмонд, у фільмі «Трамбо» (2015) у виконанні Гелен Міррен, та в серіалі «Ворожнеча» у виконанні Джуді Девіс.

## Фільмографія
| Рік  | Назва                          | Роль                             | Примітки                                          |
| ---- | ------------------------------ | -------------------------------- | ------------------------------------------------- |
| 1916 | The Battle of Hearts           | Maida Rhodes                     | Втрачений фільм Credited as Elda Furry            |
| 1917 | Her Excellency, the Governor   | Sylvia Marlowe                   | Втрачений фільм Credited as Elda Milar            |
| 1917 | The Food Gamblers              | June Justice                     | Втрачений фільм                                   |
| 1917 | Seven Keys to Baldpate         | Myra Thornhill                   | Credited as Elda Furry                            |
| 1917 | Nearly Married                 | Hattie King                      | abridged version extant                           |
| 1918 | The Beloved Traitor            | Myrna Bliss                      |                                                   |
| 1918 | За правом викупу               | Society Woman                    | Incomplete print Не з'являється в титрах          |
| 1918 | Virtuous Wives                 | Irma Delabarre                   | Втрачений фільм Credited as Mrs. DeWolf Hopper    |
| 1919 | The Third Degree               | Mrs. Howard Jeffries, Sr         | Втрачений фільм                                   |
| 1919 | Sadie Love                     | Mrs. James Wakeley               | Втрачений фільм                                   |
| 1919 | Острів завоювання              | Mrs. Harmon                      | Втрачений фільм                                   |
| 1920 | The Man Who Lost Himself       | Countess of Rochester            | Втрачений фільм                                   |
| 1920 | Нью-йоркська ідея              | Vida Phillimore                  |                                                   |
| 1921 | Heedless Moths                 | His Wife                         | Втрачений фільм                                   |
| 1921 | The Inner Chamber              | Mrs. Candor                      | Втрачений фільм Credited as Mrs. DeWolf Hopper    |
| 1921 | Conceit                        | Mrs. Agnes Crombie               | Credited as Mrs. DeWolf Hopper                    |
| 1922 | Sherlock Holmes                | Madge Larrabee                   |                                                   |
| 1922 | What's Wrong with the Women?   | Mrs. Neer                        | Втрачений фільм;.. Credited as Mrs. DeWolf Hopper |
| 1922 | Women Men Marry                | Eleanor Carter                   |                                                   |
| 1923 | Has the World Gone Mad!        | Mrs. Adams                       | Втрачений фільм                                   |
| 1923 | Reno                           | Mrs. Kate Norton Tappan          |                                                   |
| 1924 | Gambling Wives                 | Madame Zoe                       | Втрачений фільм                                   |
| 1924 | Why Men Leave Home             | Nina Neilson                     |                                                   |
| 1924 | Happiness                      | Mrs. Chrystal Pole               |                                                   |
| 1924 | Miami                          | Mary Tate                        | Втрачений фільм                                   |
| 1924 | Another Scandal                | Cousin Elizabeth MacKenzie       | Втрачений фільм                                   |
| 1924 | Грішники в шовках              | Mrs. Stevens                     | Втрачений фільм                                   |
| 1924 | Сноб                           | Mrs. Leiter                      | Втрачений фільм                                   |
| 1925 | Her Market Value               | Mrs. Bernice Hamilton            |                                                   |
| 1925 | Declassée                      | Lady Wildering                   |                                                   |
| 1925 | Dangerous Innocence            | Muriel Church                    | Втрачений фільм                                   |
| 1925 | Zander the Great               | Mrs. Caldwell                    |                                                   |
| 1925 | Raffles, the Amateur Cracksman | Mrs. Clarice Vidal               |                                                   |
| 1925 | The Teaser                     | Margaret Wyndham                 | Втрачений фільм                                   |
| 1925 | Borrowed Finery                | Mrs. Bordon                      | Втрачений фільм                                   |
| 1926 | Dance Madness                  | Valentina                        | Втрачений фільм                                   |
| 1926 | The Caveman                    | Mrs. Van Dream                   |                                                   |
| 1926 | Pleasures of the Rich          | Mona Vincent                     | Втрачений фільм                                   |
| 1926 | Skinner's Dress Suit           | Mrs. Colby                       |                                                   |
| 1926 | Lew Tyler's Wives              | Virginia Philips                 | Втрачений фільм                                   |
| 1926 | The Silver Treasure            | Mrs. Gould                       | Втрачений фільм                                   |
| 1926 | Don Juan                       | Marchesia Rinaldo                |                                                   |
| 1926 | Fools of Fashion               | Countess de Fragni               |                                                   |
| 1926 | Obey The Law                   | Society Woman                    |                                                   |
| 1927 | Orchids and Ermine             | The Modiste                      |                                                   |
| 1927 | Венера Венеції                 | Jean's Mother                    |                                                   |
| 1927 | Children of Divorce            | Katherine Flanders               |                                                   |
| 1927 | Matinee Ladies                 | Mrs. Aldrich                     | Втрачений фільм                                   |
| 1927 | Крила                          | Mrs. Powell                      | Не з'являється в титрах                           |
| 1927 | Black Tears                    |                                  | Втрачений фільм                                   |
| 1927 | The Cruel Truth                | Grace Sturdevant                 |                                                   |
| 1927 | Adam and Evil                  | Eleanor Leighton                 | Втрачений фільм                                   |
| 1927 | One Woman to Another           | Olive Gresham                    | Втрачений фільм                                   |
| 1927 | The Drop Kick                  | Mrs. Hamill                      |                                                   |
| 1927 | A Reno Divorce                 | Hedda Frane                      | Втрачений фільм                                   |
| 1927 | French Dressing                |                                  | Втрачений фільм, Не з'являється в титрах          |
| 1928 | Love and Learn                 | Mrs. Ann Blair                   | Втрачений фільм                                   |
| 1928 | The Whip Woman                 | Countess Ferenzi                 | Втрачений фільм                                   |
| 1928 | The Port of Missing Girls      | Mrs. C. King                     |                                                   |
| 1928 | The Chorus Kid                 | Mrs. Garrett                     | Втрачений фільм                                   |
| 1928 | Harold Teen                    | Mrs. Hazzit                      |                                                   |
| 1928 | Green Grass Widows             | Mrs. Worthing                    | Extant BFI London                                 |
| 1928 | Undressed                      | Mrs. Stanley                     | Втрачений фільм                                   |
| 1928 | Runaway Girls                  | Mrs. Hartley                     | Втрачений фільм                                   |
| 1928 | Companionate Marriage          | Mrs. Moore                       | Втрачений фільм                                   |
| 1929 | Girls Gone Wild                | Mrs. Holworthy                   | Втрачений фільм                                   |
| 1929 | Кінець місіс Чейні             | Lady Maria                       |                                                   |
| 1929 | His Glorious Night             | Mrs. Collingswood Stratton       |                                                   |
| 1929 | Half Marriage                  | Mrs. Page                        |                                                   |
| 1929 | The Racketeer                  | Mrs. Karen Lee                   |                                                   |
| 1929 | A Song of Kentucky             | Mrs. Coleman                     | Втрачений фільм                                   |
| 1930 | Such Men Are Dangerous         | Muriel Wyndham                   |                                                   |
| 1930 | High Society Blues             | Mrs. Divine                      |                                                   |
| 1930 | Murder Will Out                | Aunt Pat                         |                                                   |
| 1930 | Свято                          | Susan Potter                     |                                                   |
| 1930 | Дозволь нам бути веселими      | Madge Livingston                 |                                                   |
| 1930 | Наші сором'язливі наречені     | Mrs. Weaver                      |                                                   |
| 1930 | Військова медсестра            | Matron                           |                                                   |
| 1931 | Найпростіший спосіб            | Mrs. Clara Williams              | Не з'являється в титрах                           |
| 1931 | The Prodigal                   | Christine                        |                                                   |
| 1931 | Men Call It Love               | Callie                           |                                                   |
| 1931 | A Tailor Made Man              | Mrs. Stanlaw                     |                                                   |
| 1931 | Shipmates                      | Auntie                           |                                                   |
| 1931 | The Common Law                 | Mrs. Clare Collis                |                                                   |
| 1931 | Таємничий поїзд                | Mrs. Marian Radcliffe            |                                                   |
| 1931 | Rebound                        | Liz Crawford                     |                                                   |
| 1931 | Честолюбний                    | Mrs. Smith                       |                                                   |
| 1931 | West of Broadway               | Mrs. Edith Trent                 |                                                   |
| 1931 | Good Sport                     | Mrs. Atherton                    |                                                   |
| 1932 | Людина, яка грала бога         | місіс Еліс Читтендон             |                                                   |
| 1932 | Night World                    | Mrs. Rand                        |                                                   |
| 1932 | As You Desire Me               | Ines Montari                     |                                                   |
| 1932 | Духи хмарочоса                 | Ella Dwight                      |                                                   |
| 1932 | Downstairs                     | Countess De Marnac               |                                                   |
| 1932 | Говоріть простіше              | Mrs. Peets                       |                                                   |
| 1932 | The Unwritten Law              | Jean Evans                       |                                                   |
| 1933 | Men Must Fight                 | Mrs. Chase                       |                                                   |
| 1933 | The Barbarian                  | Mrs. Loway, American Tourist     |                                                   |
| 1933 | Pilgrimage                     | Mrs. Worth (Gary Worth's mother) |                                                   |
| 1933 | Beauty for Sale                | Madame Sonia Barton              |                                                   |
| 1934 | Bombay Mail                    | Lady Daniels                     |                                                   |
| 1934 | Let's Be Ritzy                 | Mrs. Burton                      |                                                   |
| 1934 | Little Man, What Now?          | Nurse                            |                                                   |
| 1934 | No Ransom                      | Mrs. John Winfield               |                                                   |
| 1935 | One Frightened Night           | Laura Proctor                    |                                                   |
| 1935 | Society Fever                  | Mrs. Vandergriff                 |                                                   |
| 1935 | Lady Tubbs                     | Mrs. Ronald Ash-Orcutt           |                                                   |
| 1935 | Alice Adams                    | Mrs. Palmer                      |                                                   |
| 1935 | Я живу своїм життям            | Alvin's Mother                   |                                                   |
| 1935 | Three Kids and a Queen         | Mrs. Cummings                    |                                                   |
| 1935 | Ship Cafe                      | Tutor                            |                                                   |
| 1936 | Темна година                   | Mrs. Tallman                     |                                                   |
| 1936 | Doughnuts and Society          | Mrs. Murray Hill                 |                                                   |
| 1936 | Дочка Дракули                  | леді Геммонд                     |                                                   |
| 1936 | Bunker Bean                    | Mrs. Dorothy Kent                |                                                   |
| 1937 | You Can't Buy Luck             | Mrs. Agnes White                 |                                                   |
| 1937 | Dangerous Holiday              | Lottie Courtney                  |                                                   |
| 1937 | Topper                         | Mrs. Grace Stuyvesant            |                                                   |
| 1937 | Artists and Models             | Mrs. Townsend                    |                                                   |
| 1937 | Вок 1938 року                  | Mrs. Van Klettering              | Не з'являється в титрах                           |
| 1937 | Нічого святого                 | Dowager on Ship                  | Не з'являється в титрах                           |
| 1938 | Tarzan's Revenge               | Penny Reed                       |                                                   |
| 1938 | Maid's Night Out               | Mrs. Harrison                    |                                                   |
| 1938 | Dangerous to Know              | Mrs. Emily Carson                |                                                   |
| 1938 | Thanks for the Memory          | Polly Griscom                    |                                                   |
| 1939 | Midnight                       | Stephanie                        |                                                   |
| 1939 | Жінки                          | Dolly Dupuyster                  |                                                   |
| 1939 | What a Life                    | Mrs. Aldrich                     |                                                   |
| 1939 | That's Right - You're Wrong    | Гедда Гоппер (колумніст)         | Не з'являється в титрах                           |
| 1939 | Laugh It Off                   | Elizabeth «Lizzie» Rockingham    |                                                   |
| 1940 | Queen of the Mob               | Mrs. Emily Sturgis               |                                                   |
| 1940 | Cross-Country Romance          | Mrs. North                       |                                                   |
| 1941 | Life with Henry                | Mrs. Aldrich                     |                                                   |
| 1941 | Мені потрібні крила            | Mrs. Young                       | Не з'являється в титрах                           |
| 1942 | Reap the Wild Wind             | Aunt Henrietta Beresford         |                                                   |
| 1950 | Бульвар Сансет                 | Гедда Гоппер                     |                                                   |
| 1960 | Pepe                           | Гедда Гоппер, Cameo appearance   |                                                   |
| 1961 | The Right Approach             | Newspaper Columnist              | Не з'являється в титрах                           |
| 1964 | The Patsy                      | Гедда Гоппер                     |                                                   |
| 1966 | Оскар                          | Гедда Гоппер                     |                                                   |

| Рік       | Назва                         | Роль                                     | Примітки                                   |
| --------- | ----------------------------- | ---------------------------------------- | ------------------------------------------ |
| 1951-1963 | What's My Line?               | Гедда Гоппер (Mystery Guest)             | 7 епізодів                                 |
| 1953      | Goodyear Television Playhouse | Hostess                                  | Episode: «A. Fadeout»                      |
| 1955      | Я люблю Люсі                  | Гедда Гоппер                             | Episode: «The Hedda Hopper Story»          |
| 1955      | The Colgate Comedy Hour       | Гедда Гоппер (оглядач світської хроніки) | 2 епізоди                                  |
| 1956      | The Bob Hope Show             | Гедда Гоппер                             | 2 епізоди                                  |
| 1956      | The Tennessee Ernie Ford Show | Гедда Гоппер                             | Episode #1.19                              |
| 1957      | Playhouse 90                  | Various roles                            | 2 епізоди                                  |
| 1957      | The Lucy–Desi Comedy Hour     | Гедда Гоппер                             | Episode: «Lucy Takes a Cruise to Havana»   |
| 1958      | The Garry Moore Show          | Гедда Гоппер                             | Episode #1.5                               |
| 1959      | Small World                   | Гедда Гоппер                             | Episode #2.8                               |
| 1959      | Westinghouse Desilu Playhouse | Гедда Гоппер                             | Episode: «The Desilu Revue»                |
| 1960      | Hedda Hopper's Hollywood      | Host                                     | Television special                         |
| 1960      | The Steve Allen Show          | Гедда Гоппер                             | Episode: «The Movie Premiere of 'Can-Can'» |
| 1961      | Here's Hollywood              | Гедда Гоппер                             | October 31, 1961 episode                   |
| 1964      | The Beverly Hillbillies       | Гедда Гоппер                             | Episode: «Hedda Hopper's Hollywood»        |
| 1966      | The New Alice in Wonderland   | Hedda, the Mad Hatter                    | Voice, TV movie, (final film role)         |